# 李鐵夫 (1869年)
李鐵夫（1869年10月—1952年6月16日），原名玉田，號昭龍，廣東省廣州府鶴山縣雅瑤鎮陳山村人。清末民国油畫家、革命家、書法家、雕塑家、詩人。他曾自詡「生平兩大嗜好就是革命和繪畫」，是中國現代油畫藝術和民主革命的先驅，被譽為中國油畫之父、中國油畫第一人等，是一位中國近代美術史上具傳奇色彩的人物。國父孫中山曾稱譽他為「東亞畫壇第一巨擘」並題贈「創國元勛」。2017年6月，廣東美術百年大展學術委員會公佈了特別評選出的廣東百年美術史上的21位廣東美術大家，李鐵夫位列首位。

## 生平

### 海外留學
比起二十世紀初開始出國深造的第一代中國畫家，如赴往墨西哥的馮鋼百，赴往日本的李叔同、丁衍庸、關良等，赴往法國的徐悲鴻、林風眠、顏文樑等，李鐵夫比他們提早了起碼二十年嘗試以西方油畫語言融合中國傳統文化。李鐵夫在海外蜚聲多年之後，中國國內學習西畫的風氣才漸起步，如高劍父於1906年入東京美術學院學習，1917年徐悲鴻赴日本研習美術及1919年林風眠等赴法留學。
1885年，十六歲的李鐵夫隨叔父到美國舊金山謀生兼求學，後來去英屬加拿大；1887年進入倫敦「阿靈頓美術學校」攻讀9年，並於1912年進入美國紐約藝術學院，與約翰·辛格·薩金特和威廉‧切斯一起研究油畫及水彩畫。李更加入了美術設計研究院（現易名為國家學院博物館和學校）。1915年，李鐵夫在紐約舉行首次個人畫展。

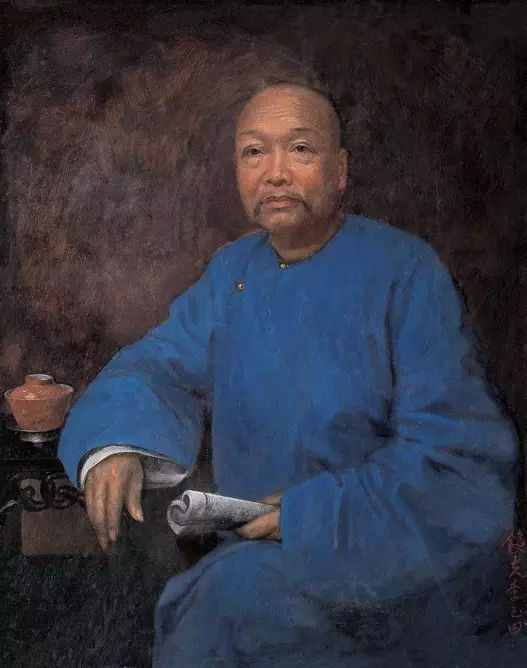
《康有為像》 1904年 布上油畫 70.7×56cm

關於自己的藝術主張，李鐵夫曾寫道：「 在心為志發言為詩，其中有道存焉，只有言人民之志載人民之道的作品，纔與日月同光永遠不朽」。
1929年，據《銀星》雜誌，李鐵夫在華僑所辦華星影片公司任美術主任。

### 蟄居香港
李鐵夫婉拒回國作官之邀...... 遂到香港定居於紅磡山一處木屋內，過著清苦的生活。
1935年11月22日，徐悲鴻抵達香港，兩天後去拜訪李鐵夫。徐悲鴻為李鐵夫油畫肖像技巧造詣之高超所傾倒，推崇備至，認為：「這樣的好作品，只有在西方才能看到。」5月18日徐悲鴻乘「泰山號」去廣州前致鄭子展一函，內中對李鐵夫的油畫就倍加稱讚，更對李鐵夫的生活關懷備至，並附上港幣一千元，托人將款項分期接濟近七旬的李鐵夫，叮囑：「勿道出款的來源......為國惜才，大家應善視之。」
1937年10月，徐悲鴻邀請李鐵夫和早年學畫於加拿大的余本，還有王少陵，同遊桂林。
徐悲鴻曾寫了一副對聯送予李鐵夫：「小艇適孤注，大名多儻来。」
1945至1949年間，美術界知名人士雲集香港，李鐵夫就馮鋼伯、余本、趙少昂等畫家交往甚密，且與年輕畫家黃新波、廖冰兄、陸無涯等組成「人間畫會」。
1950年81歲的李鐵夫被接回廣州，擔任華南文聯副主席和華南文藝學院（今廣州美術學院）名譽教授、油畫系主任。暮年得償夙願未滿二載，便於1952年6月16日逝世，臨終時把自己身邊的100多幅作品及物品獻給了國家。李鐵夫現安葬於銀河革命公墓。

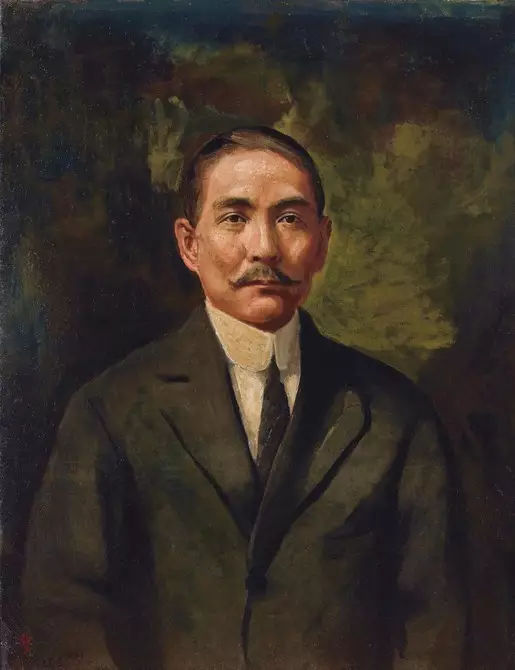
《孫中山像》 1921年 畫布油畫 93×71.7cm

### 創立同盟會
僑居國外期間，李鐵夫追隨孫中山先生進行革命活動，參加興中會，並在美國建立同盟會紐約支部，擔任支部常務書記。
僑居紐約期間，李鐵夫與新會人趙士覲（又名公璧，自號「哀崖狂士」）、廣東新會人香山黃溪記、新會吳朝晉、開平周超等志同道合，傾向孫中山先生提倡的革命，醞釀成立團體。 1909年（宣統元年）11月，孫中山由倫敦抵紐約，即與黃溪記夫婦、趙公壁等籌議組會。除夕，假座紐約勿街49號黃溪記店內，成立紐約中國同盟會，孫中山親臨主持開幕儀式，參加入會的共有12人，其中有新會陳永惠。
《孫中山年譜長編》記載李鐵夫的有一條：「1909年12月31日，孫中山發起成立同盟會紐約分會，推黃麟思為會長，吳朝晉副部長，趙士覲當財務，李鐵夫為書記。」1911年10月15日，紐約同盟會慶祝武昌起義勝利，總部懸掛的孫中山大幅油畫像，據張靄蘊回憶，便是李鐵夫的作品。
李鐵夫的革命豪情，以及對腐朽的封建政權的憎惡在他的詩句中表露無遺。他在同盟會分會成立時所賦的抒懷詩有云：「楚雖凡三戶，足報亡秦仇。少林座中客，浩歌醉江樓。頗疑屠博中，可與共奇謀。惟恨姦不仁，餓殍溢四溝……丈夫樂成仁，吊民除國寇。」；另一首又云：「草莽秦馳道，雲煙越故城。千年不磨滅，惟有大同盟。」

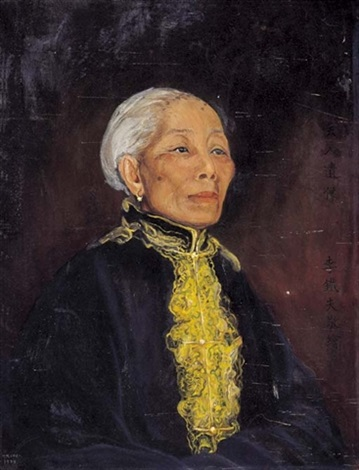
《劉太太肖像》 1942年 畫布油畫

### 裸捐革命
李鐵夫擔任此職六年之久，協助孫中山募款，增設同盟會十九處。為了宣傳革命，他不僅組織演劇和導演電影，並組建電影公司，通過文藝宣傳革命。李鐵夫在紐約還先後把自己的藝術獎學金，及變賣二百多幅油畫、別墅、汽車之所得傾盡家財捐獻於革命活動。

### 冒死策反

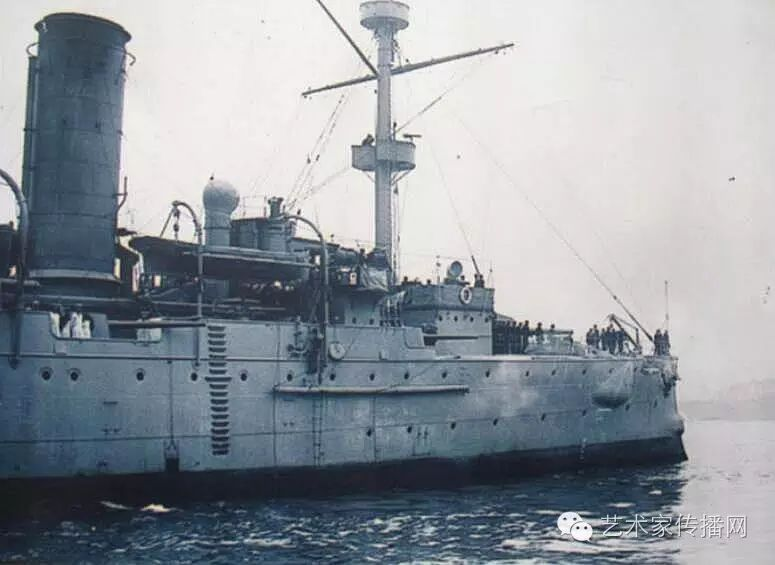
清朝海軍「海圻號」軍艦

1911年4月，率艦大臣程璧光領巡洋艦隊屬下海圻艦在祝賀英王喬治五世加冕後，出訪古巴、墨西哥等國並慰問華僑，途經美國紐約。李鐵夫與同盟會員趙公璧、鄧家彥冒死裝扮成商人銷售貨品登艦，慷慨陳辭，希望海圻艦官兵加入同盟會，策動程璧光帶領艦隊官兵回國後起義，棄暗投明，參與反清革命。駛至新加坡途中，程璧光果然下令各官兵剪去辮子，並於武昌起義時倒戈，率領所轄艦隊炮轟漢口。

### 制憲國民大會
李鐵夫於民國35年（1946年）擔任中華民國國民政府制憲國民大會西康省的職業團體代表。

## 留世作品

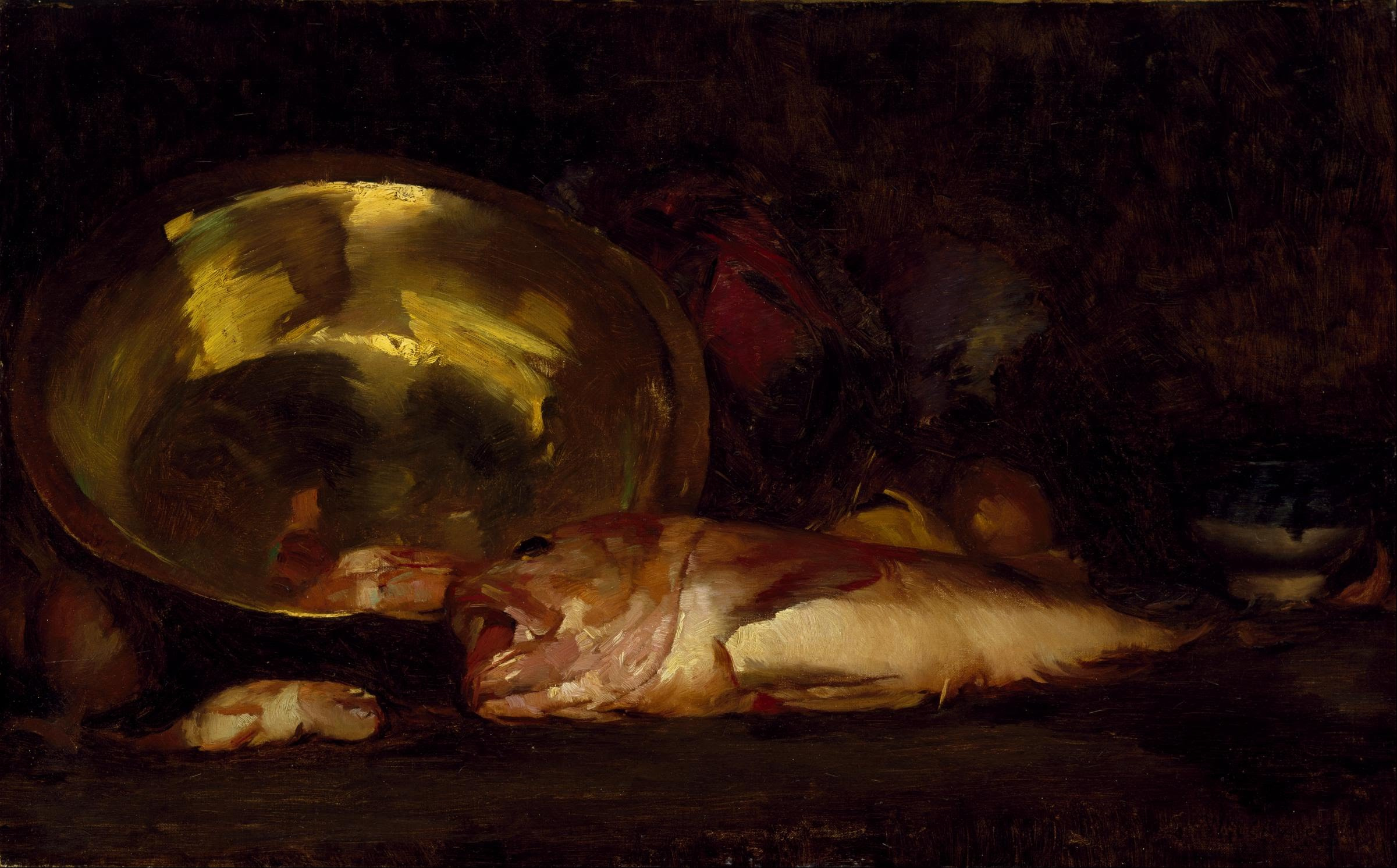
《靜物》 威廉‧切斯 休士頓美術館藏

### 油畫
廣州美術學院美術館李鐵夫藏品為專庫保存，現藏李鐵夫作品共202件。館藏202件作品中，油畫55件（56幅），水彩57件，書法50件，其它國畫、手稿、漫畫等40件（43幅）。
李鐵夫的遺作由上海人民美術出版社結集出版了 《李鐵夫畫集》、由宋慶齡題寫書名、廣州美院遲軻教授作序。
李鐵夫酷愛並擅長畫魚。陳海鷹在《李鐵夫畫魚的絕竅》一文中說道，魚是李鐵夫靜物畫擅長的題材；他善於表現魚的光感、質感，及李鐵夫自己所描述的「魚體的堅實與柔軟感覺」，代表作如1946年創作的《魚與茄》。長期研究李鐵夫的遲軻教授在《李鐵夫其人及其藝術》一文中亦曾指出，李鐵夫受了喜歡畫魚的威廉‧切斯影響。

### 書法
廣州美術學院美術館藏的李鐵夫書法作品中，對聯共有21件，五言或七言。其中一件為楷書，其餘為行書。中堂、條屏共有24件。

### 作品現況
相比其他畫家大家，李鐵夫的傳世作品甚少。目前保留在廣州美術學院的李鐵夫油畫數量稀少，而且有些作品損壞情況嚴重，尤其是歸國前作品，亟待搶救性修復。李鐵夫的假畫問題尤為嚴重，因此市場一般以早期的刊物發表為準。
李鐵夫回國後，一直沒有安定的住所。從美國回到廣州不久，移居香港（1932年）；香港淪陷後（1943年），輾轉到台山，再到桂林、梧州；抗戰勝利後（1945年），又到廣州、重慶、南昌、上海等地，然後再回到香港（1948年）；中华人民共和國成立後（1950年8月）又回到廣州。半生漂泊，李鐵夫的油畫作品都一直是卷起來包裹好，隨身攜帶。每次需要展覽的時候，再將畫展開，如此不斷反復，使畫面受損嚴重，畫布出現不同程度的破損、皺褶、顏料層龜裂、脫落，及受到各種污染。目前，有一部分已進行了修復。

### 拍賣

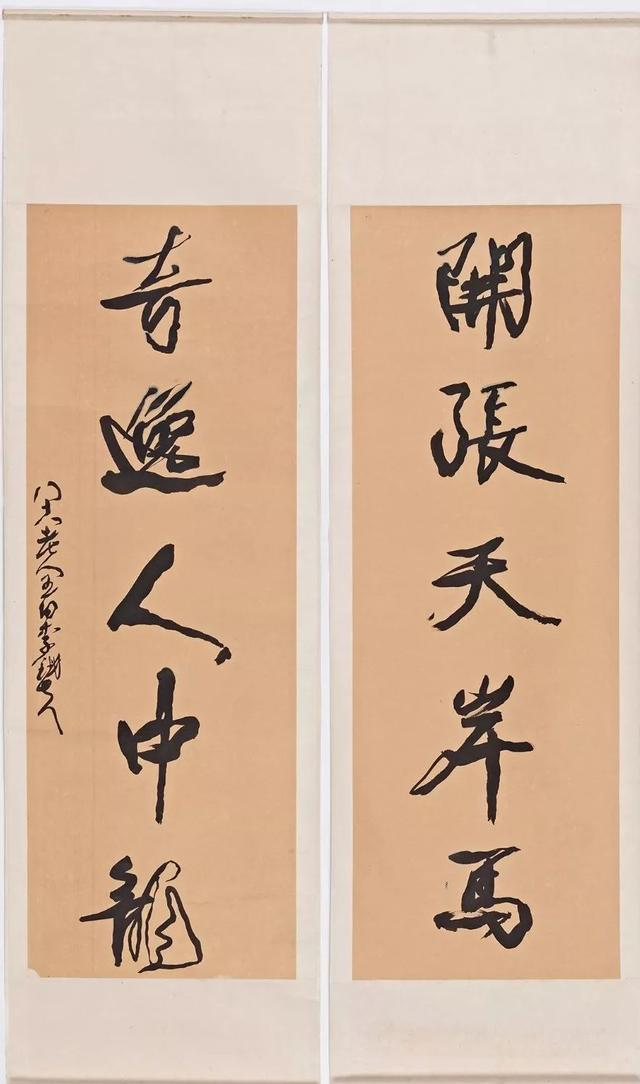
李鐵夫書法

龍美術館（創辦人為劉益謙及其夫人王薇）於2012年10月在中國嘉德拍賣會以782萬元人民幣拍得李鐵夫的油畫《遙望瀑布》（1930年代），現收藏於龍美術館（重慶館），並於開幕展「百年藝程」展出。
由李鐵夫好友、中國同盟會會員劉栽甫後人收藏的油畫《劉思健肖像》（1943）於2017年11月25日在廣州華藝國際的秋季拍賣會以1081萬元人民幣拍出。

### 文物保護
根據中華人民共和國國家文物局發布的《1949年後已故著名書畫家作品限制出境鑑定標準》，李鐵夫的精品或各時期代表作被限制出境大陸。「代表作不准出境」的書畫家包括啟功、趙少昂、朱屺瞻、李苦禪等名家。

## 評價

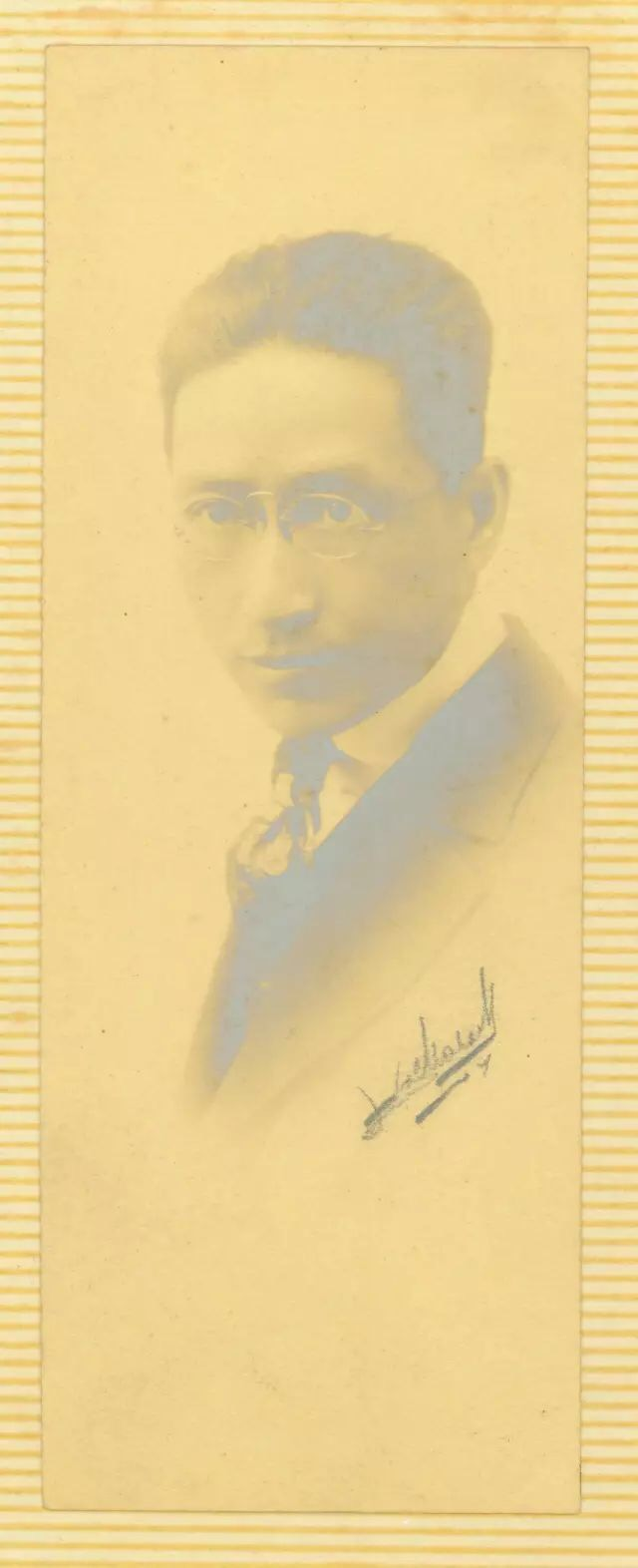
李鐵夫美國時期的簽名照片（廣州美術學院美術館藏）

- 孫中山曾稱譽他為「東亞畫壇第一巨擘」 ，黃興贈他「橫掃東亞」的題詞，並與程璧光和梁聯芳等聯名在報上推崇他「洵足與歐美大畫家並駕齊驅，誠我國美術界之鉅子」。[2]
- 在香港鐘聲慈善社於1935年1月18日為李鐵夫舉辦的畫展上，徐悲鴻稱譽他的畫屬「國內之首」。[19]
- 徐悲鴻曾在《新藝術運動之回顧與前瞻》一文中評價李鐵夫的藝術成就，說道：「中國洋畫家之老前輩，當首推李鐵夫，今年七十餘，其早年所寫像，實是雄奇。」[20]
- 上海的《人物》雜誌第三期木龍·霞奇的《東亞第一畫家李鐵夫》一文中就提出“北齊南李”说，將齊白石和李鐵夫并稱。去年齊白石老翁，在上海開了一次展覽會，歡迎會上他被冗長的演說累得昏昏欲睡，比起在南京開畫展的李鐵夫，還要來一番自我介紹，自不可同日而語。我們姑妄稱讚兩位老先生為「北齊南李」吧！
- 「一老龍潛身是史，幾人虎變國為家。」（詩人柳亞子|）[21]
- 陳丹青曾說：「李鐵夫是我非常喜愛的畫家，我畫不過李鐵夫老先生，我以為我畫過了，可是拿他的畫來一看，仍然畫不過他。他跟孫中山是哥們兒。到美國學畫，一輩子沒留下幾張畫，可是非常有教養，非常有才氣。」[22]
- 台灣藝術評論家呂理尚在《被遺忘的畫家—李鐵夫》一文中寫道：「著實令人驚訝於世紀初的中國洋畫界具有如此突出的繪畫奇才，他探討西方藝術所循的途徑，與稍晚的徐悲鴻、林風眠和劉海粟等截然不同。在他筆下掌握到的西畫的精神與內質，都是其他三人所沒有觸及的。」[23]
- 鐘耕略在《從歷史的角度看中國近代油畫先驅李鐵夫的藝術》中寫道：「李鐵夫不單是我國近代油畫藝術的先驅，更是一個慷慨無私的革命者。其一副錚錚鐵骨，為革命和藝術獻出了他純真的信念和無畏的熱情。他雖是「創國元勳」，卻鄙視金錢和地位，痛恨官僚和政客，他熱愛革命而不從政，予而不取，以其終身不婚之軀託付給革命和藝術事業。這種可貴的精神與人格，在他生前和身後，都極難找到一位可與之相匹敵的藝術家。其藝術修為與文人學養，其個性與風骨，正符合了中國的傳統思想，對一位優秀的藝術家的評價準則，此為李鐵夫的偉大之處。李鐵夫踏足歐美油畫藝術心臟領域四十年，以先行者的姿態，經浸淫而悟道。其優秀的成績和深厚的造詣，為我國油畫藝術的發展豎起了第一塊耀目的里程碑。回顧我國的整個油畫發展史，既然徐悲鴻等人已被歸為第一代的油畫家，那麼我們不妨把李鐵夫劃為「前世代」的油畫藝術家了。」
- 美術學者遲軻在為《李鐵夫畫集》作序時稱他「四十餘年浪跡歐美，既無官祿，也無資財」。[2]
- 郭沫若在《南京印象》散文集中寫道：「李鐵夫是值得認識的一位奇人⋯⋯是孫中山先生的一位老朋友⋯⋯他搞革命的時候，我們都還沒有出世。」
- 畫家王肇民曾寫過一首紀念李鐵夫的五言詩，「共言鋼鐵骨，誰雪霜心。草木馨香塚，丹青寂寞人。」[24]
- 嶺南畫派畫家紀念館副館長陳金章亦說：「李鐵夫是真正的大師，這麽個大師級的畫家，媒體卻很少報道，很少人知道李鐵夫的藝術造詣和愛國情懷，坊間的一些逸聞趣事甚至還以訛傳訛。不但要報道，而且要把李鐵夫的作品向全國展出，要讓人們知道什麽是真正的大師。」
- 著名作家秦牧，在廣州美術學院的譚雪生教授所寫的劇本《畫壇怪傑李鐵夫》（初名《遲歸的獨鶴》）序言中指出：「有一個名字很值得大家銘記，這就是首先到歐美研習油畫，並且以卓越藝術造詣蜚聲海外的畫家 - 李鐵夫。」
- 中央美術學院民間美術系主任楊先讓說到：「學西畫留學最早、畫得最好的，是李鐵夫。他在中國學西洋繪畫的歷史中是成績很大的，真是要大書特書。李鐵夫的畫好到什麽程度呢，美國的薩金特都佩服他，在美國大展上得金獎的是李鐵夫。他辦展覽掙的錢，全部捐給民主革命，同盟會紐約的分支就是李鐵夫在當負責人。」[25]
- 「他的藝術成就更加表現在他將中國傳統繪畫與水彩畫相交融的努力嘗試中。從材料方面，李鐵夫多次嘗試使用宣紙來創作水彩畫。在題材方面，李鐵夫也擅長表現鷹與虎等具有像徵意味的傳統題材。在藝術形式上，無論是從構圖、用筆和造型上，李鐵夫都嘗試將中國的寫意畫技法融入水彩畫技法之中，這種嘗試在他的後期作品中尤為常見。」（郝赫）[26][27]

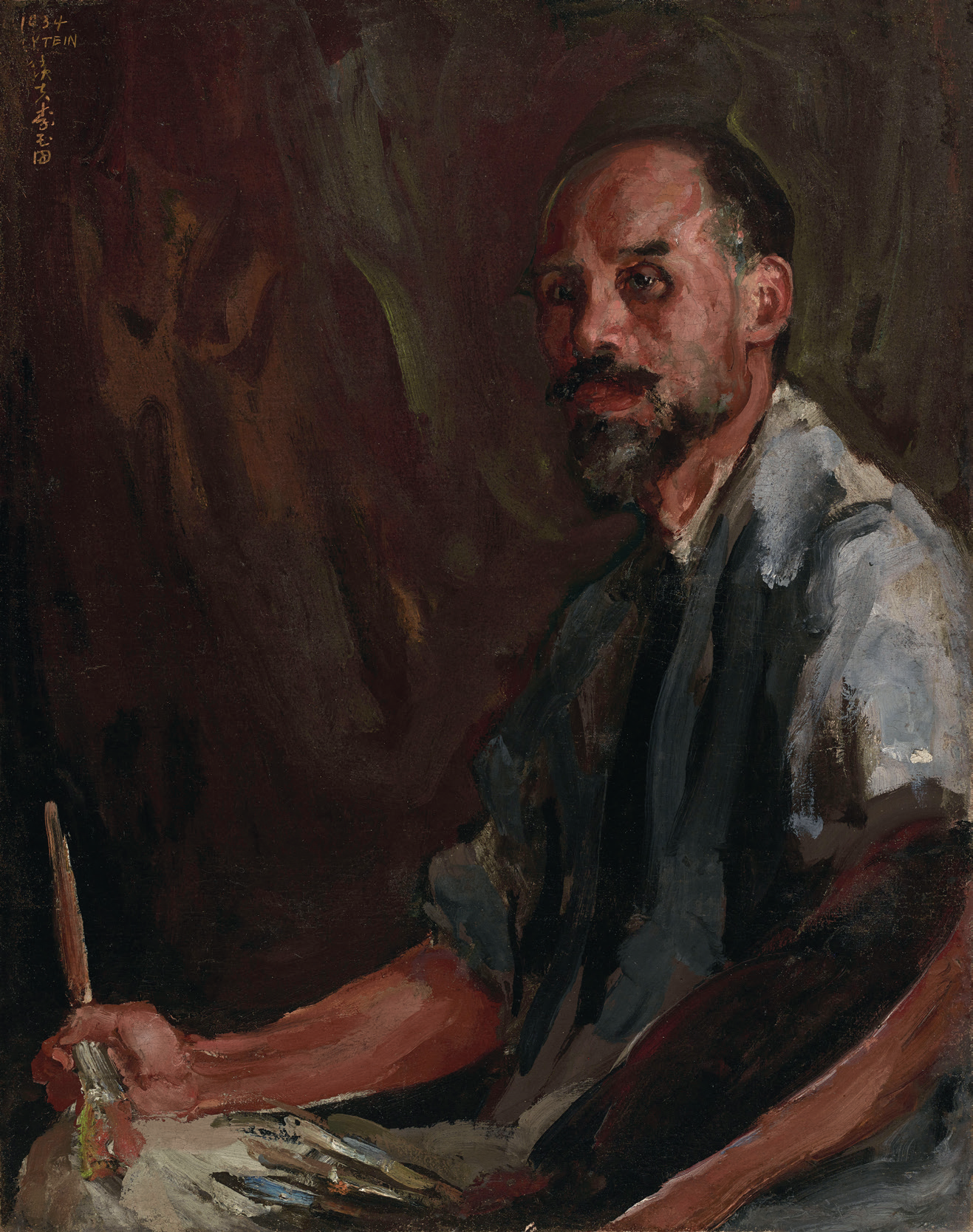
《畫家馮鋼百》1934年 91x72cm厘米

- 廣州美院教授譚天：「2000年日本舉辦過一個東亞西洋藝術大展，第一張畫就是從廣州美院借去展覽的，日本人承認李鐵夫是東亞油畫第一人。也就是說，他的藝術在整個東亞都具有影響。他比徐悲鴻早30年出去學畫。或許從某種角度看，他達到了徐悲鴻油畫藝術中沒有達到的高度，他的油畫更正宗，一是技法，一是對油畫藝術本身的理解。有評論家認為，徐悲鴻是一個西方藝術的好學生，但是獨立畫一張靜物創作的感覺沒有李鐵夫好。同是畫一張靜物，徐悲鴻早期留下的作品不少是習作，而李鐵夫已經是獨立藝術家的作品，藝術含量是不一樣的，達到的層次也是不一樣的。」[28]
- 2017年6月，廣東美術百年大展學術委員會公佈了特別評選出的廣東百年美術史上的21位廣東美術大家，李鐵夫位列首位，其餘20人包括高劍父、何香凝、陳樹人、高奇峰、林風眠、趙少昂、關山月、羅工柳等。

## 紀念

### 畫集及研究

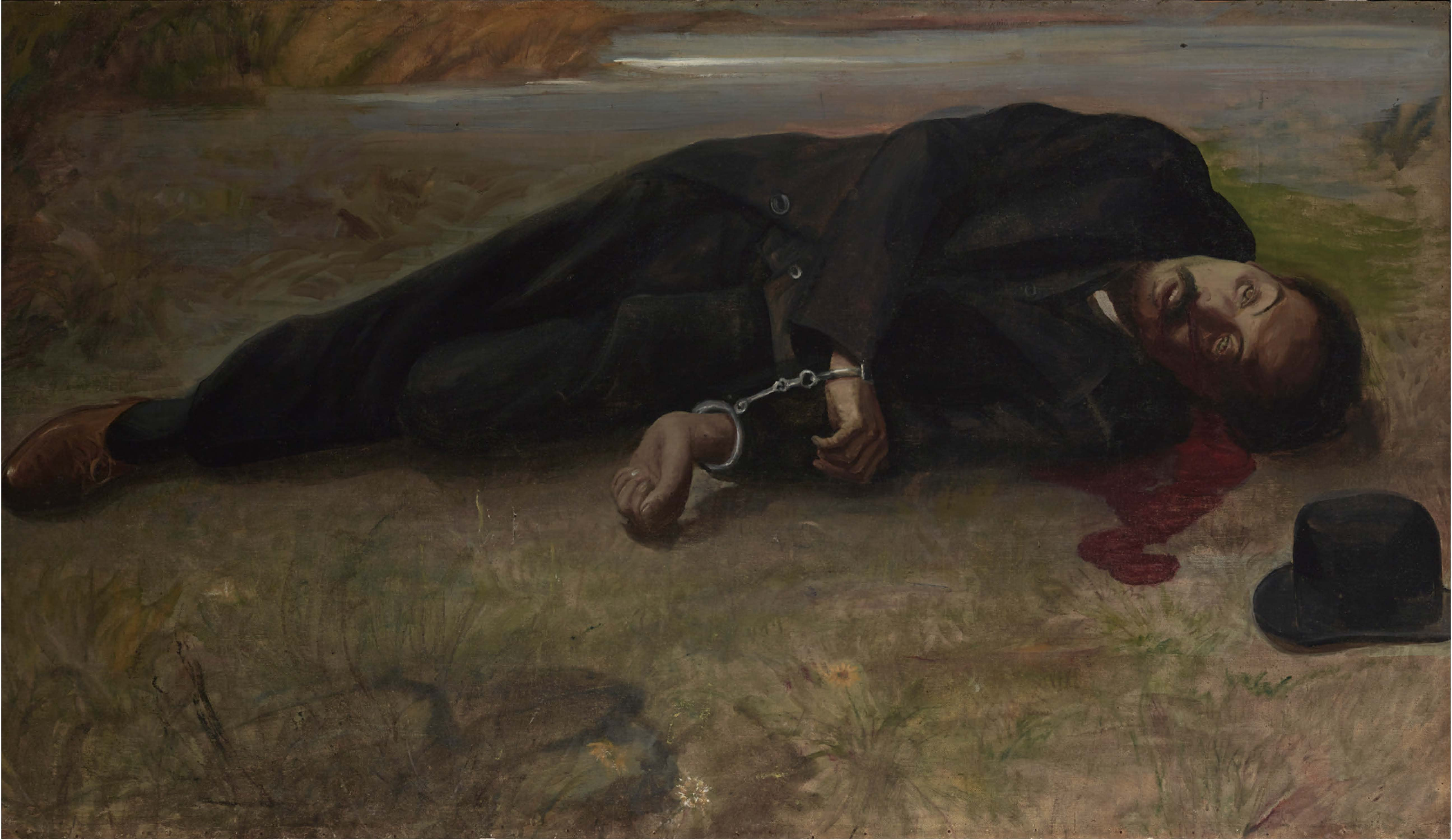
《二次革命失敗蔡烈士銳霆就義》1946年 畫布油畫

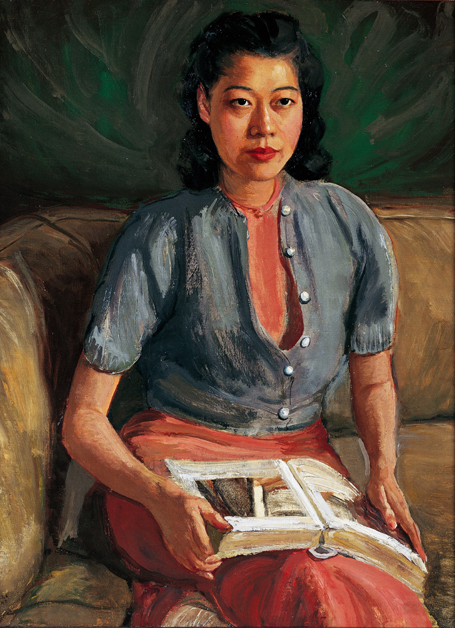
《劉素薇肖像》 1942年 畫布油畫 102×77cm

- 李鐵夫的遺作由上海人民美術出版社結集出版了 《李鐵夫畫集》、由宋慶齡題寫書名、廣州美院遲軻教授作序。
- 史學家、傳記作家關國煊在台灣《傳記文學》月刊60卷3期《民國人物小傳》集發表了《李鐵夫小傳》。
- 1995年，譚雪生和徐堅白創作了大型油畫《東亞巨擘--孫中山與李鐵夫》，描述李鐵夫與孫中山一起設計國民黨黨徽的場面。
- 譚雪生撰寫了題為《李鐵夫傳略》的人物評傳，收入1997年浙江教育出版社出版的《中國書畫名家精品大典》。
- 黄大德主编《李铁夫研究文献集》（广西美术出版社出版）并发表文章《李铁夫的“革命艺术”观——从李铁夫的漫画〈今日时局〉说起》（刊于《美术学报》）。
- 2019年1月，《美術學報》刊登了黄大德撰寫的《淺談李鐵夫被邊緣化之路》。

### 鐵夫畫閣
鐵夫畫閣位於廣東江門市鶴山雅瑤區，是鶴山縣人民政府與廣州美術學院為了紀念李鐵夫而與興建的，1983年12月28日落成剪綵。畫閣又縣財政和省文化廳建造，廣州美術學院提供展品。畫閣正門石壁上鑲有的「鐵夫畫閣」四字乃由畫家關山月所書。閣中李鐵夫的半身銅像，則為雕塑家潘鶴的作品。畫閣收藏了李鐵夫真跡，畫3幅、字6幅，及廣州美院教師複製李鐵夫油畫12幅、水彩畫10幅。畫閣也藏有關山月、黎雄才、黃篤維等名家作品。鐵夫畫閣被江門市人民政府定義為愛國主義教育基地之一。

### 李鐵夫美術館
2009年10月適逢李鐵夫誕辰一百四十週年，江門市與廣州美術學院共同籌建了「李鐵夫美術館」。該館設有李鐵夫個人作品、文物和生平事跡專館，豎立有李鐵夫銅像，並設立了「李鐵夫美術基金」。

### 劇本《畫壇怪傑李鐵夫》
廣州美術學院譚雪生一直系統的整理李鐵夫的生平事蹟和作品，並於1992年創作了電視劇本《畫壇怪傑李鐵夫》（初名《遲歸的獨鶴》），被珠江電影製片廠納入拍攝計劃。

### 被選為廣東百年美術史上的21位廣東美術大家之首
2017年6月，廣東美術百年大展學術委員會公佈了特別評選出的廣東百年美術史上的21位廣東美術大家，李鐵夫位列首位，其餘20人包括高劍父、陳樹人、林風眠、趙少昂、羅工柳等。
二十一位藝術家都是通過「閉卷考試」的方式選舉出來的。委員會透露：「整個過程都有紀檢監察部門的監督，21位大家都是來自不同畫種、不同時期的已故畫家。我們沒有採取海選的模式，沒有提供確定的名單給評委們投票，而是採取'閉卷考試'的模式，請評委們先寫下他們自己心目中21位廣東美術大家的名單。這些名單經匯總後，只有得票數過半數的美術家才可以入選。如果有人對結果提出異議，必須經三分之二評委同意後，方能進行修改。由此可見，這次評選的結果非常具有說服力。」

### 《人中奇逸—李鐵夫藝術精品展》
2018年12月12日，由廣州美術學院、廣東省美術家協會、廣東美術館、北京畫院、廣州藝術博物院主辦的《人中奇逸—李鐵夫藝術精品展》在北京畫院美術館展出，匯集了李鐵夫油畫、水彩、國畫、書法、手稿等作品73件。

## 軼事

### 改名「鐵夫」終身不娶
坊間關於他終身未婚的原因眾説紛紜。據說，李鐵夫青年時曾與一位叫秋萍的華僑少女熱戀，但其父親是一位保皇黨人，堅決反對女兒與革命黨人結合。秋萍其後更被強迫嫁到美國西部的加利福尼亞州，消息杳然。李鐵夫為此大受打擊。李鐵夫故作詩自勵：「故國方遭劫，男兒志未舒。羞為愛情誤，當作鐵丈夫。」並署名鐵夫。據說，他從此改名李鐵夫，並發誓終生不娶。

## 學生
- 黎冰鴻
- 談月色
- 陳海鷹

- 温少曼
- 馬家寶

## 作品
- 《音樂家》（1918）
- 《康有為像》（1904）
- 《二次革命失敗蔡烈士銳霆就義》（1946）
- 《劉素薇肖像》（1942）
- 《劉太太肖像》（1942）
- 《孫中山像》（1921）
- 《畫家馮鋼百》（1934）

- 《藍花盤雙魚》
- 《蟹與蝦》
- 《雙鴨》
- 《魚與茄》（1940）
- 《魚與芹菜》
- 李鐵夫書法
- 李鐵夫書法

和許多民國時期的油畫家一樣，李鐵夫的假畫問題頗為嚴重，因此一般會以早期畫冊的著錄或發表確認作品之真偽，比如1980年上海人民美術出版社出版的《李鐵夫畫冊》和1985年嶺南美術出版社的《李鐵夫》畫冊。

## 照片
- 李鐵夫於紐約中央公園攝（拍攝年代不詳）
- （拍攝年代不詳）